# Rui Costa (cyclisme)
Pour les articles homonymes, voir Rui Costa, da Costa et Faria.
Rui Alberto Faria da Costa, également appelé Rui Costa, né le 5 octobre 1986 à Póvoa de Varzim, est un coureur cycliste portugais. Il fait ses débuts professionnels en 2007 au sein de l'équipe portugaise Benfica. Champion du monde sur route en 2013, à Florence, il a également remporté à trois reprises le Tour de Suisse.

## Biographie

### Jeunesse et carrière amateur
Rui Costa commence le cyclisme à l'âge de onze ans dans le club de Guilhabreu (pt) après avoir commencé le sport par l'athlétisme.

### Carrière professionnelle

#### 2007-2008: débuts dans l'équipe Benfica
Rui Costa commence sa carrière professionnelle en 2007 dans l'équipe Benfica. Il remporte le Tour des régions italiennes, dans la catégorie espoirs.
En 2008, il termine deuxième du Tour de l'Avenir, l'une des courses les plus importantes chez les espoirs. Il est également cinquième du championnat du monde sur route espoirs. Il termine l'année avec deux victoires, toutes dans des courses de l'UCI Coupe des Nations U23. Ses résultats lui permettent de signer en 2009 dans l'équipe ProTour Caisse d'Épargne aux côtés de Alejandro Valverde, d'Óscar Pereiro ou de Luis León Sánchez.

#### 2009: premier Tour de France
En 2009, arrivé dans sa nouvelle équipe, il remporte les Quatre Jours de Dunkerque. Il est sélectionné dans l'équipe participant au Tour de France, son premier grand tour.

#### 2010: contrôle positif et suspension
Il commence sa saison 2010 en gagnant le Trofeo Deià, l'une des manches du Challenge de Majorque. Il devance au sprint son compagnon d'échappée, l'Espagnol Joan Horrach. En juin, il remporte la huitième étape du Tour de Suisse. Il s'impose en solitaire au terme d'une échappée de neuf coureurs.
Après être devenu champion du Portugal du contre-la-montre, il participe au Tour de France. Il figure parmi des groupes d'échappés lors des douzième et seizième étapes, deux étapes de montagne. Son Tour de France est également marqué par une bagarre avec Carlos Barredo à l'arrivée de la sixième étape,.
Lui et son frère Mário subissent un contrôle positif à la methylhexanamine lors de leur championnat national en juin, révélé à la fin du mois d'octobre. De nouveau autorisé à courir, comme son frère, au début de l'année 2011, il se trouve sans équipe, jusqu'en avril où il rejoint l'équipe Movistar qu'il avait critiquée avant l'officialisation de son contrôle positif. 

#### 2011: retour chez Movistar
Il participe aux classiques ardennaises à son retour. En mai, il est 18e du Tour de Romandie, puis remporte le Tour de la communauté de Madrid et se classe cinquième du Circuit de Lorraine. Après avoir disputé en juin le Critérium du Dauphiné, il prend part au Tour de France en juillet. Le 9 juillet 2011, il remporte la huitième étape reliant Aigurande à Super-Besse.

#### 2012: premier Portugais au palmarès du Tour de Suisse
En juin 2012, il remporte le Tour de Suisse, dont il gagne la deuxième étape. Il est le premier Portugais à remporter cette course. Après avoir disputé le Tour de France qu'il termine à la 18e place, il réalise une bonne fin de saison avec une seconde place lors du Grand Prix de Plouay derrière Edvald Boasson Hagen, il finit troisième du Grand Prix cycliste de Québec, huitième du Grand Prix cycliste de Montréal et neuvième du Tour de Pékin. Il est élu en fin d'année sportif portugais de l'année 2012.

#### 2013: Champion du monde, doublé sur le Tour de Suisse et deux étapes du Tour de France
Rui Costa commence sa saison en Espagne, en participant à trois des quatre manches du Challenge de Majorque. Au Tour de l'Algarve, il termine cinquième du classement général, du classement de la montagne et du classement par points. Il est deuxième de l'étape reine derrière Sergio Henao. Il doit abandonner Paris-Nice dès la première étape en raison d'une chute. Touché au poignet gauche, il est transféré à l'hôpital de Fontainebleau. Il peut reprendre la compétition trois semaines plus tard lors du Grand Prix Miguel Indurain.
En juin, Rui Costa remporte pour la deuxième année consécutive le Tour de Suisse grâce à ses victoires dans les septième et neuvième étapes. Après avoir été sacré champion du Portugal du contre-la-montre, il participe au Tour de France en tant qu'équipier d'Alejandro Valverde. Il est neuvième du classement général après les Pyrénées et le contre-la-montre de la onzième étape, mais doit l'abandonner lors de la treizième étape, celle des bordures, où il est obligé d'accompagner Valverde, et où il va arriver à 9 minutes et 54 secondes de Mark Cavendish, vainqueur de l'étape. Il remporte ensuite les seizième et dix-neuvième étapes après à chaque fois s'être échappé avec une vingtaine de coureurs. Il finit 27e du classement général avec le regret d'avoir dût céder son top 10 pour jouer les équipiers.
En septembre, il est sacré champion du monde sur route sur le parcours de Florence en Italie, finissant devant Joaquim Rodríguez et Alejandro Valverde. Il termine sa saison par un beau Tour de Pékin qu'il termine quatrième.

#### 2014-2022: Lampre/UAE

##### 2014: changement d'équipe et triplé sur le Tour de Suisse
Afin de ne plus avoir à travailler pour son leader Alejandro Valverde et bénéficier de plus de liberté, Rui Costa quitte la Movistar à l'intersaison pour l'équipe Lampre-Merida. Il devra néanmoins composer avec Christopher Horner à la suite de son arrivée surprise dans l'équipe.
Sa saison débute bien puisqu'il termine troisième du Tour d'Algarve puis deuxième de Paris-Nice derrière Carlos Betancur malgré une chute dans le final de la dernière étape. Après une pause, il reprend au Tour du Pays basque. En raison d'un problème de transport et une arrivée tardive la veille, il ne peut courir la première étape sur son propre vélo et y abandonne toute chance de figurer au classement général de ce Tour du Pays basque. Il travaille ensuite pour son leader de remplacement, Damiano Cunego.
Il déçoit à nouveau sur les classiques ardennaises en avril, qui étaient un de ses objectifs. On reparle alors de malédiction pour le coureur portant le maillot de Champion du monde, qu'il porte depuis début octobre 2013. Pourtant, il termine pour une troisième année d'affilée troisième du Tour de Romandie derrière Chris Froome et Simon Špilak.
Il défend en juin son titre sur le Tour de Suisse. Après un mauvais prologue, il semble en position idéale après le contre-la-montre, à la veille de deux étapes de montagne, à 1 minute et 5 secondes du leader Tony Martin. En difficulté dans la montée vers Verbier, il ne parvient pas à lâcher le rouleur allemand et perd même du temps sur Roman Kreuziger et Bauke Mollema. Martin semble avoir course gagnée, mais l'attaque conjointe de Rui Costa, Bauke Mollema et Mathias Frank dans l'avant-dernière ascension le lendemain, leur permet de prendre le contrôle de la course. Après une accélération de Frank à trois kilomètres de l'arrivée, Costa lâche ses deux compagnons d'échappée, remportant à la fois la neuvième étape et son troisième Tour de Suisse d'affilée. Il est désormais à une longueur du record détenu par Pasquale Fornara. Rui Costa se présente sur le Tour de France 2014 avec l'objectif de se classer parmi les dix premiers et est désigné leader de l'équipe Lampre-Merida. Après un début de tour encourageant, où il se classe dans les dix premiers, Rui Costa est contraint à l'abandon durant la dernière semaine, souffrant d'une bronchite. Il réalise une bonne fin de saison, terminant deuxième du Grand Prix cycliste de Montréal, troisième du Tour de Lombardie et quatrième du Tour de Pékin. Il se classe quatrième du classement World Tour. Néanmoins, il ne conserve pas son titre mondial où il prend la 23e place, à sept secondes du vainqueur.
Fin 2014 il est élu sportif de l'année au Portugal pour la troisième fois de sa carrière.

##### 2015-2016: collection de places d'honneur

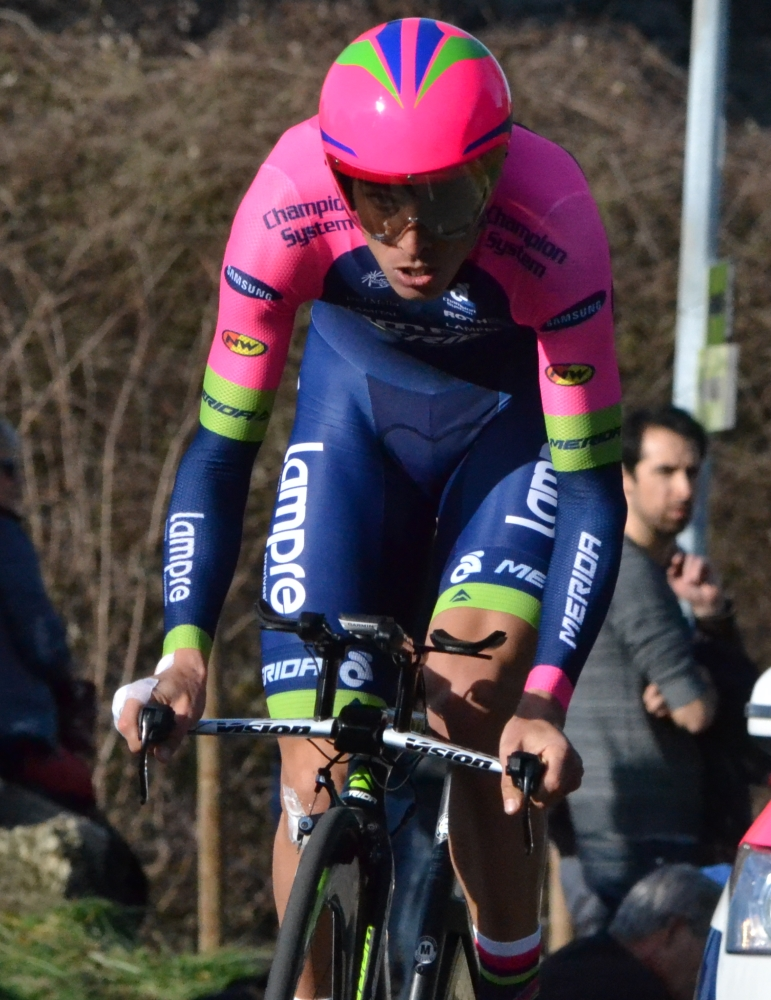
Rui Costa au Paris-Nice 2015.

En 2015, il se classe quatrième de Paris-Nice, de l'Amstel Gold Race et de Liège-Bastogne-Liège au printemps. Plus tard dans la saison, il remporte la sixième étape du Critérium du Dauphiné et termine l'épreuve en troisième position. Il devient champion du Portugal sur route au mois de juin. Sélectionné par son équipe pour participer au Tour de France, il doit abandonner lors de la 11e étape comme Rein Taaramäe. Rui Costa est retenu pour la course en ligne des championnats du monde de Richmond qu'il dispute avec Nélson Oliveira et José Gonçalves. Il s'y classe neuvième.
Rui Costa est toujours membre de l'équipe Lampre-Merida pour la saison 2016. Il se classe en mars dixième de Paris-Nice. En avril, il accumule les places d'honneur : septième du Tour du Pays basque, dixième de la  Flèche wallonne et surtout troisième de Liège-Bastogne-Liège, devenant ainsi le premier Portugais à monter sur le podium de la classique belge. Toujours régulier, il est ensuite sixième du Tour de Romandie et septième du Tour de Suisse. Sur le Tour de France, il partage le statut de leader avec son nouveau coéquipier Louis Meintjes. Le Portugais se trouvant hors jeu pour le classement général dès la cinquième étape, il choisit de viser les étapes. Il ne parvient pas à gagner, mais se classe deuxième de la neuvième étape dont l'arrivée est située au sommet de la montée vers Arcalis, derrière Tom Dumoulin. En deuxième partie de saison, il participe uniquement à des courses d'un jour. Il figure dans les dix premiers des Jeux olympiques (dixième) et du championnat d'Europe (sixième). En fin d'année, il est classé 19e du classement World Tour et 27e du Classement mondial UCI. Il termine une saison sans victoires pour la première fois de sa carrière professionnelle.

##### 2017-2022: des saisons en dents de scie

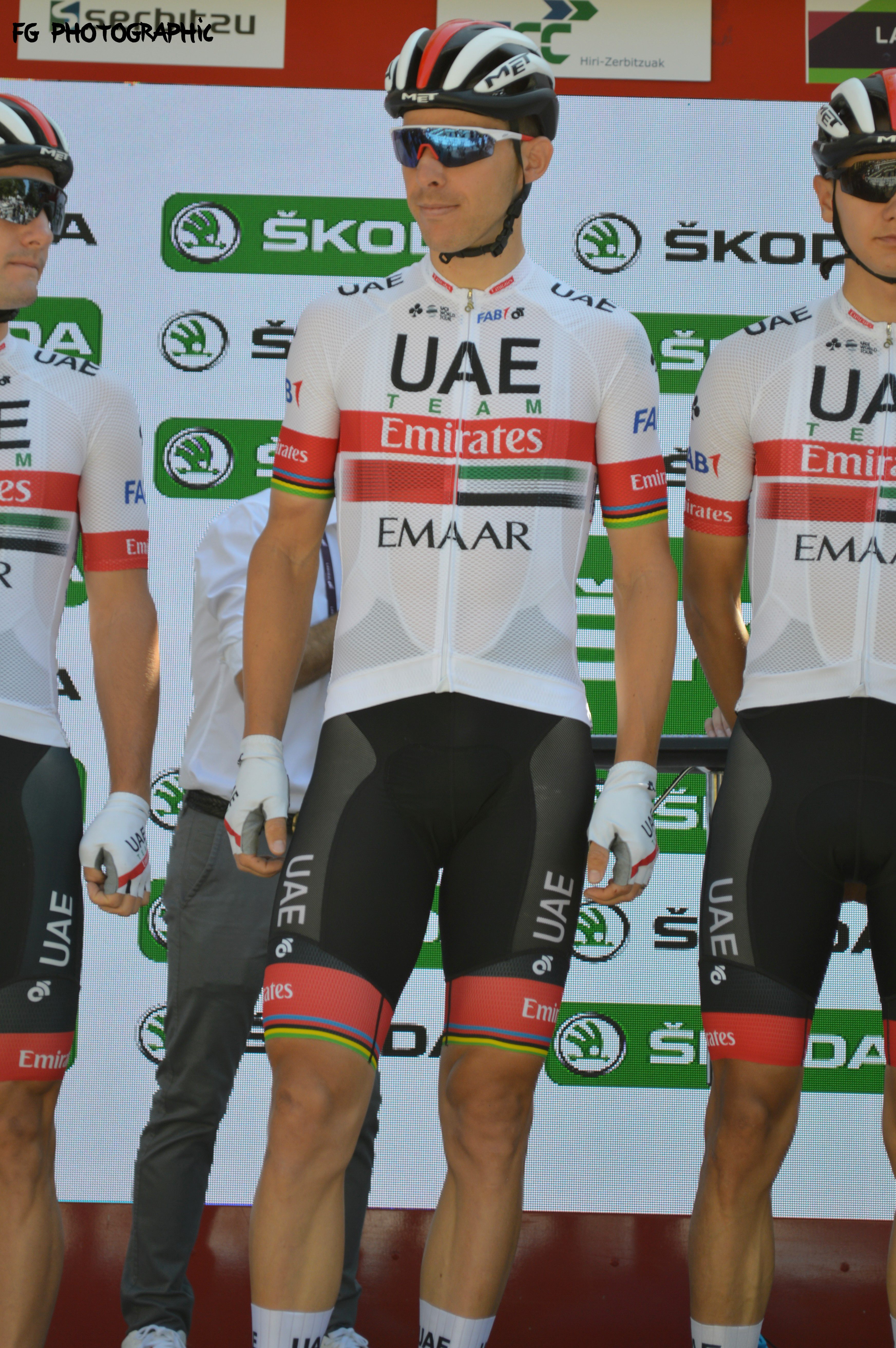
Rui Costa en août 2019 lors de la Classique de Saint-Sébastien

Pour la saison 2017, la Lampre passe sous pavillon émirati, reprise par des investisseurs des Émirats arabes unis. L'équipe est renommée UAE Abu Dhabi. Capitaine de route et principal leader de l'équipe, il offre la première victoire à cette nouvelle entité, le 27 janvier 2017, en remportant la cinquième étape du Tour de San Juan, pour ce qui est également la première victoire de l'histoire pour une équipe World Tour des Émirats arabes unis.
En 2018, il se blesse au genou après une chute sur Paris-Nice et doit être opéré après le Tour de Romandie qu'il termine à la cinquième place.
Au mois d'août 2020, il devient champion du Portugal de cyclisme sur route pour la deuxième fois depuis ses débuts chez les professionnels. Il se classe également troisième du Tour du Limousin-Nouvelle-Aquitaine et onzième du championnat d'Europe du contre-la-montre à Plouay dans le Morbihan.

#### 2023: Intermarché-Wanty-Gobert Matériaux
Rui Costa s'engage en 2023 avec l'équipe belge Intermarché-Wanty-Gobert Matériaux. Dès son premier jour de course, il remporte une victoire en triomphant au Trofeo Calvià devant le Belge Louis Vervaeke et l'Irlandais Ben Healy avec qui il était échappé. C'est sa première victoire depuis son titre de champion du Portugal sur route en 2020. La semaine suivante il gagne le Tour de la Communauté valencienne.

#### 2024: EF Education-EasyPost
Rui Costa intègre l'équipe américaine EF Education-EasyPost pour une année.

## Style
Rui Costa se définit comme étant un coureur « complet », un baroudeur-grimpeur. Il est malgré tout bon en contre-la-montre, comme le prouve sa victoire sur le chrono du Tour de Suisse 2013. Il est reconnu également pour son « caractère fort ». Reconnu pour son sens tactique et son opportunisme, il est considéré comme l'un des coureurs les plus malins du peloton. Ses victoires au championnat du monde 2013 et au Tour de Suisse 2014 illustrent parfaitement cette particularité.

## Palmarès
| - 2002 - 2e du championnat du Portugal du contre-la-montre cadets - 2005 - Troféu E. Leclerc - 2006 - Prova de Abertura - Clássica de Guimarães - 2e du Grand Prix de Mortágua - 2007 - Classement général du Tour des régions italiennes - Tour de Madère : - Classement général - 1reb et 5ea étapes - 3e du championnat du Portugal du contre-la-montre espoirs - 2008 - 4e étape du Tour des régions italiennes - 4e étape de la Coupe des nations Ville Saguenay - 4e étape du Tour du Portugal de l'Avenir - 2e du Tour des régions italiennes - 2e de la Coupe des nations Ville Saguenay - 2e du Tour de l'Avenir - 5e du championnat du monde sur route espoirs - 8e du championnat du monde du contre-la-montre espoirs - 2009 - Classement général des Quatre Jours de Dunkerque - Classement général du Grande Prémio Crédito Agrícola de la Costa Azul - 3e étape du Tour de Chihuahua - 2e du championnat du Portugal sur route - 2e du Grand Prix Liberty Seguros - 3e du Tour de Chihuahua - 2010 - Champion du Portugal du contre-la-montre - Trofeo Deià - 8e étape du Tour de Suisse - 2e des Quatre Jours de Dunkerque - 2011 - Classement général du Tour de la communauté de Madrid - 8e étape du Tour de France - Grand Prix cycliste de Montréal - 2012 - Tour de Suisse : - Classement général - 2e étape - 2e du Trofeo Deià - 2e du Grand Prix de Plouay - 3e du Tour de Romandie - 3e du Grand Prix cycliste de Québec - 8e du Grand Prix cycliste de Montréal - 9e du Tour de Pékin - 2013 - Champion du monde sur route - Champion du Portugal du contre-la-montre - Klasika Primavera - Tour de Suisse : - Classement général - 7e et 9e étapes - 16e et 19e étapes du Tour de France - 3e du Tour de Romandie - 4e du Tour de Pékin - 5e du Grand Prix cycliste de Québec - 6e du Grand Prix cycliste de Montréal - 9e de Liège-Bastogne-Liège - 2014 - Tour de Suisse : - Classement général - 9e étape - 2e du championnat du Portugal du contre-la-montre - 2e de Paris-Nice - 2e du Grand Prix cycliste de Montréal - 3e du Tour de l'Algarve - 3e du Tour de Romandie - 3e du Tour de Lombardie - 4e du Tour de Pékin | - 2015 - Champion du Portugal sur route - 6e étape du Critérium du Dauphiné - 3e du Critérium du Dauphiné - 3e du Grand Prix cycliste de Montréal - 4e de Paris-Nice - 4e de l'Amstel Gold Race - 4e de Liège-Bastogne-Liège - 7e du Tour du Pays basque - 9e du championnat du monde sur route - 2016 - 3e de Liège-Bastogne-Liège - 6e du championnat d'Europe sur route - 6e du Tour de Romandie - 7e du Tour du Pays basque - 7e du Tour de Suisse - 10e de Paris-Nice - 10e de la Flèche wallonne - 10e de la course en ligne des Jeux olympiques - 2017 - 5e étape du Tour de San Juan - Tour d'Abou Dabi : - Classement général - 3e étape - 2e du Tour d'Oman - 5e du Tour de Suisse - 10e du Tour de Pologne - 2018 - 5e du Tour de Romandie - 6e du Grand Prix cycliste de Montréal - 8e du Tour d'Abou Dabi - 10e du championnat du monde sur route - 2019 - 2e du Tour de Romandie - 4e du Tour d'Oman - 7e du Grand Prix cycliste de Montréal - 10e de Tirreno-Adriatico - 10e du championnat du monde sur route - 2020 - Champion du Portugal sur route - 1re étape du Tour d'Arabie saoudite - Prova de Reabertura - 2e du championnat du Portugal du contre-la-montre - 3e du Tour d'Arabie saoudite - 3e du Tour du Limousin-Nouvelle-Aquitaine - 10e du Tour de Pologne - 2021 - 2e du Grand Prix du canton d'Argovie - 7e du Tour de Suisse - 2022 - 3e du Tour d'Arabie saoudite - 3e du Tour d'Oman - 2023 - Trofeo Calvià - Tour de la Communauté valencienne : - Classement général - 5e étape - 15e étape du Tour d'Espagne - Japan Cup - 2e de la Drôme Classic - 4e des Strade Bianche - 8e de la Classique de Saint-Sébastien - 2024 - Champion du Portugal sur route - 2e du championnat du Portugal du contre-la-montre |

## Résultats sur les grands tours

### Tour de France
12 participations
- 2009 : non-partant (12e étape)
- 2010 : 73e
- 2011 : 90e, vainqueur de la 8e étape
- 2012 : 18e
- 2013 : 27e, vainqueur des 16e et 19e étapes
- 2014 : non-partant (16e étape)
- 2015 : abandon (11e étape)
- 2016 : 49e
- 2019 : 53e
- 2021 : 77e
- 2023 : 67e
- 2024 : 68e

### Tour d'Italie
2 participations
- 2017 : 27e
- 2022 : 44e

### Tour d'Espagne
4 participations
- 2017 : 43e
- 2020 : 44e
- 2023 : 41e, vainqueur de la 15e étape
- 2024 : abandon (5e étape)

## Classements mondiaux
En 2005, l'UCI ProTour et les circuits continentaux sont créés, ayant chacun leur classement. De 2005 à 2008, le classement de l'UCI ProTour classe les coureurs membres d'équipes ProTour en fonction des points qu'ils ont obtenu lors des courses du calendrier UCI ProTour. En 2009 et 2010, un « classement mondial UCI » remplace le classement ProTour. Il prend en compte les points inscrits lors des courses ProTour et des courses qui n'en font plus partie, regroupées dans un « calendrier historique », soit au total 24 courses en 2009 et 26 en 2010. Ce nouveau classement prend en compte les coureurs des équipes continentales professionnelles. En 2011, l'UCI ProTour devient l'UCI World Tour et reprend dans son calendrier les courses qui l'avaient quitté en 2008. Il comprend 27 courses en 2011 et son classement ne concerne plus que les coureurs membres des 18 équipes ProTeam.
Rui Costa obtient son meilleur classement en 2014 : 4e.
| Année                                 | 2007 | 2008 | 2009 | 2010 | 2011 | 2012 | 2013 | 2014 | 2015 | 2016 | 2017 | 2018  | 2019 | 2020 | 2021 | 2022 | 2023 | 2024 |
| ------------------------------------- | ---- | ---- | ---- | ---- | ---- | ---- | ---- | ---- | ---- | ---- | ---- | ----- | ---- | ---- | ---- | ---- | ---- | ---- |
| Calendrier mondial                    |      |      | nc   | 192e |      |      |      |      |      |      |      |       |      |      |      |      |      |      |
| UCI World Tour                        |      |      |      |      | 43e  | 10e  | 9e   | 4e   | 9e   | 19e  | 38e  | 60e   |      |      |      |      |      |      |
| Classement mondial                    |      |      |      |      |      |      |      |      |      | 27e  | 53e  | 84e   | 54e  | 71e  | 184e | 297e | 38e  | 326e |
| UCI Europe Tour                       | 249e | 100e |      |      |      |      |      |      |      | 443e | nc   | 1861e | 42e  | 59e  | 157e | 238e | 31e  | nc   |
| UCI Asia Tour                         | nc   | nc   |      |      |      |      |      |      |      | 81e  | nc   | 198e  |      |      |      |      |      |      |
| UCI America Tour                      | nc   | 79e  |      |      |      |      |      |      |      | 50e  | 54e  | nc    |      |      |      |      |      |      |
|                                       |      |      |      |      |      |      |      |      |      |      |      |       |      |      |      |      |      |      |
| Légende : nc = non classéSource : UCI |      |      |      |      |      |      |      |      |      |      |      |       |      |      |      |      |      |      |

## Récompenses
- Cycliste portugais de l'année 2009[23].
- Sportif portugais de l'année 2012, 2013[24] et 2014.